# 29초영화제
29초영화제(二十九秒影畵際)는 2011년부터 시작된 대한민국의 초단편영화제이다. 출품작의 길이가 29초로 제한된 것이 가장 큰 특징이며, 영상 길이를 제외한 출품 자격, 규격, 출품 수에 제한이 없는 개방형 영화제이다.

## 개요
한국경제신문이 다양한 기업, 공공기관, 지자체 등과 공동 주최하여 각 주제에 맞는 영화제를 연 6~7회 개최한다. 영화제 수상 결과는 사전에 고지된 시상식 당일에 최초 공개된다.
29초영화제는 일반부와 청소년부로 구분되며, NG영상, 팀 홍보 영상, 제작 과정을 담은 메이킹 영상 등을 출품할 수 있는 ‘메이킹 부문’을 운영하는 점도 특징이다.
짧은 영상 길이와 자유로운 출품 조건 덕분에 아마추어 영상 창작자에게 친화적인 영화제로 평가받는다. 실제로 이 영화제를 계기로 영상 제작 분야에 진입하거나 감독으로 전향한 사례도 있어, 영상 창작자들에게 등용문으로 기능하고 있다.
영화제는 매회 새로운 주제로 출품을 받으며, 주요 영화제로는 박카스 29초영화제, 신한 29초영화제, 서울 29초영화제, 국립생태원 29초영화제 등이 있다.
화제가 된 작품으로는 〈김치〉, 박카스 광고로 활용된 〈대한민국에서 [불효자]로 산다는 것〉 등이 있다. 역대 수상작은 공식 홈페이지의 '이구시네마'에서 시청할 수 있다. 